# Hängfärjan i Kiel
Hängfärjan i Kiel (tyska: Schwebefähre Kiel) var en hängfärja över infarten till marinvarvet Kaiserliche Werft Kiel i Kiel-Ellerbek i Tyskland.
Hängfärjan vid Kaiserliche Werft Kiel konstruerades av Georg Franzius (1842–1914), invigdes 1910 och var i drift till 1923. Den var 56 meter hög och 118 meter lång. Dess stålkonstruktion tillverkades av Gutehoffnungshütte i Oberhausen.

### Allmänna källor
- Om Schwebefähre Kiel på Kiel-Wiki